# 条纹长枝竹
条纹长枝竹（学名：Bambusa dolichoclada）为禾本科下的一个品种/栽培型。